# Onthophagus coscineus
Onthophagus coscineus là một loài bọ cánh cứng trong họ Bọ hung (Scarabaeidae).